# Незабудька відігнута
Незабудька відігнута (Myosotis refracta) — вид квіткових рослин родини шорстколистих (Boraginaceae).

## Біоморфологічна характеристика
Це однорічна рослина 5–25 см заввишки. Стебло прямовисне, всюди облистнене, зверху запушене ворсистими, а знизу — гачкуватими волосками. Листки 4 × 1 см, від вузько- до широко-ланцетних або яйцеподібних, знизу з гачкуватими волосками. Квіти віддалені внизу, скупчені зверху. Квітконіжки майже завжди вигнуті в зрілості. Чашечка майже притиснута до осі суцвіття, до 4.6 мм у плоді, розділена на ≈ 1/3, волосиста. Віночок від блідо- до яскраво-блакитного забарвлення. Горішки 2 × 1 мм, еліпсоїдні або вузько оберненояйцеподібні.

## Поширення
Південна Європа, Західна й Центральна Азія (пд. Іспанія, Македонія, Албанія, Греція [у т. ч. Крит], Крим, Казахстан, Туркменістан, Вірменія, Туреччина, пн.-сх. Ірак, Іран, Афганістан, Кіпр, Ліван, Сирія, Узбекистан, Киргизстан, Таджикистан, Пакистан, пн.-зх. Індія).
В Україні вид зростає на скелястих схилах нижнього поясу Кримських гір, рідко — на Керченському півострові (гора Опук) та ПБК (ок. смт Судака).